# Chlorine (canción de Twenty One Pilots)
«Chlorine» (en español: «Cloro») es una canción del dúo musical estadounidense Twenty One Pilots. Fue lanzada como el quinto sencillo de su quinto álbum de estudio Trench, el 22 de enero de 2019. Tras el lanzamiento de la canción como sencillo, se publicó un video musical dirigido por Mark C. Eshleman. La canción llegó al número 12 en la lista de Bubbling Under Hot 100 siendo la primera vez en la que un sencillo del dúo debuta por debajo del Hot 100.

## Composición
La canción fue escrita y producida por el cantante principal Tyler Joseph y Paul Meany de la banda de rock Mutemath, que también proporcionó la voz para las líneas de apertura de la canción. El proceso de composición y grabación se realizó en secreto en el estudio del sótano de Joseph en Columbus, Ohio, mientras que la canción fue mezclada por Adam Hawkins y masterizada por Chris Gehringer en Sterling Sound, Nueva York.

## Lanzamiento
El 22 de enero de 2019, los fanáticos de Twenty One Pilots comenzaron a especular que un vídeo musical para la canción "Chlorine" se lanzaría al día siguiente debido a una serie de teasers que la banda publicó en las redes sociales, incluso publicaron un breve clip de una piscina sucia con la instrumental de un ritmo de batería similar a la canción. Tyler Joseph, el cantante principal de la banda, también publicó un mensaje en Twitter que dice "there's someone i'd like you guys to meet. i'll introduce you to him tomorrow. his name is Ned. <{•.•}>". ("hay alguien que me gustaría que conocieran. Los presentaré mañana. Se llama Ned. <{•.•}>").

## Video musical
El video musical muestra a Josh y Tyler saliendo de un coche, en el que encuentran una pileta sucia en la cual comienzan a echarle litros de cloro para limpiarla. En ese entonces aparece detrás de la puerta del coche Ned, una extraña y adorable criatura que es salvado por Josh al intentar beber el cloro de una de las botellas. Cuando el agua acaba de limpiarse, la criatura se lanza al agua y nada felizmente. Al final aparece Tyler junto a Ned en la pileta vacía y Josh caminando en un campo. Dicho video tiene más de 230 millones de visitas en YouTube.

## Lista de canciones

###### CD Promocional (USA)
| N.º | Título                     | Duración |  |
| 1.  | «Chlorine» (radio edit #1) | 2:55     |  |
| 2.  | «Chlorine» (radio edit #2) | 2:02     |  |
| 3.  | «Chlorine» (radio edit #3) | 1:59     |  |
| 4.  | «Chlorine» (album version) | 5:24     |  |
| 5.  | «Chlorine» (instrumental)  | 5:25     |  |

###### Chlorine (Alt. Mix)
| N.º | Título                | Duración |  |
| 1.  | «Chlorine» (Alt. Mix) | 3:11     |  |